# 阿基里斯驱逐战车
17磅自行反坦克炮阿基里斯（17 pounder, Self-Propelled, Achilles）是二戰时期由英軍改裝的一款自行反坦克炮，它衍生自美軍的另一款自行反坦克炮——M10狼獾，在此基础上將坦克的主炮更换成反裝甲能力更佳的76.2公釐口徑、58.3倍徑的OQF 17磅反坦克炮而成，其改裝生產的思路與日後更為有名的“雪曼螢火蟲”相同。它的總產量大约在1100輛左右。

## 歷史
美軍的M10“狼獾”是一種擁有露天炮塔的坦克殲擊車。從1943年開始，美軍開始向英國提供這種戰車，主要型號是M10，和M10A1，並被英軍命名為M10 3英寸自行火炮（英語：M10 3in SP）而從1944年，這一批M10中，有一部份的火炮被替換為更加強力的QF17磅炮。但是，因為這種型號從1944年才投入使用，因此，僅僅活躍于大戰的最後一年。

## 設計
阿基裡斯安裝的17磅炮，其穿甲能力大大優於原來的3英寸火炮，甚至擊穿虎式坦克和豹式坦克也不困難。同時，還安裝了一門布倫輕機槍。爲了使炮塔平衡，在炮塔後方加掛了一個配重箱，并且增加了炮口的重量。

## 服役
在投入使用后，阿基里斯很快就被證明是一種強力的武器，然而它的車體在德軍的高初速度火炮下顯得脆弱，所以車長的經驗在面對敵人時就顯得重要。儘管美軍常將M10看成是坦克獵手一類的角色，但是英國人仍把阿基里斯作為標準的自行反坦克炮使用。當時英軍的標準反坦克炮QF6磅炮雖然可以擊穿四號坦克，但是在面對虎式和豹式時卻顯得力不從心。相較而言，17磅炮就可很好地對付他們，但因重量原因，很難快速部署，因此英軍就用阿基里斯來充當快速部署的自行反坦克炮。

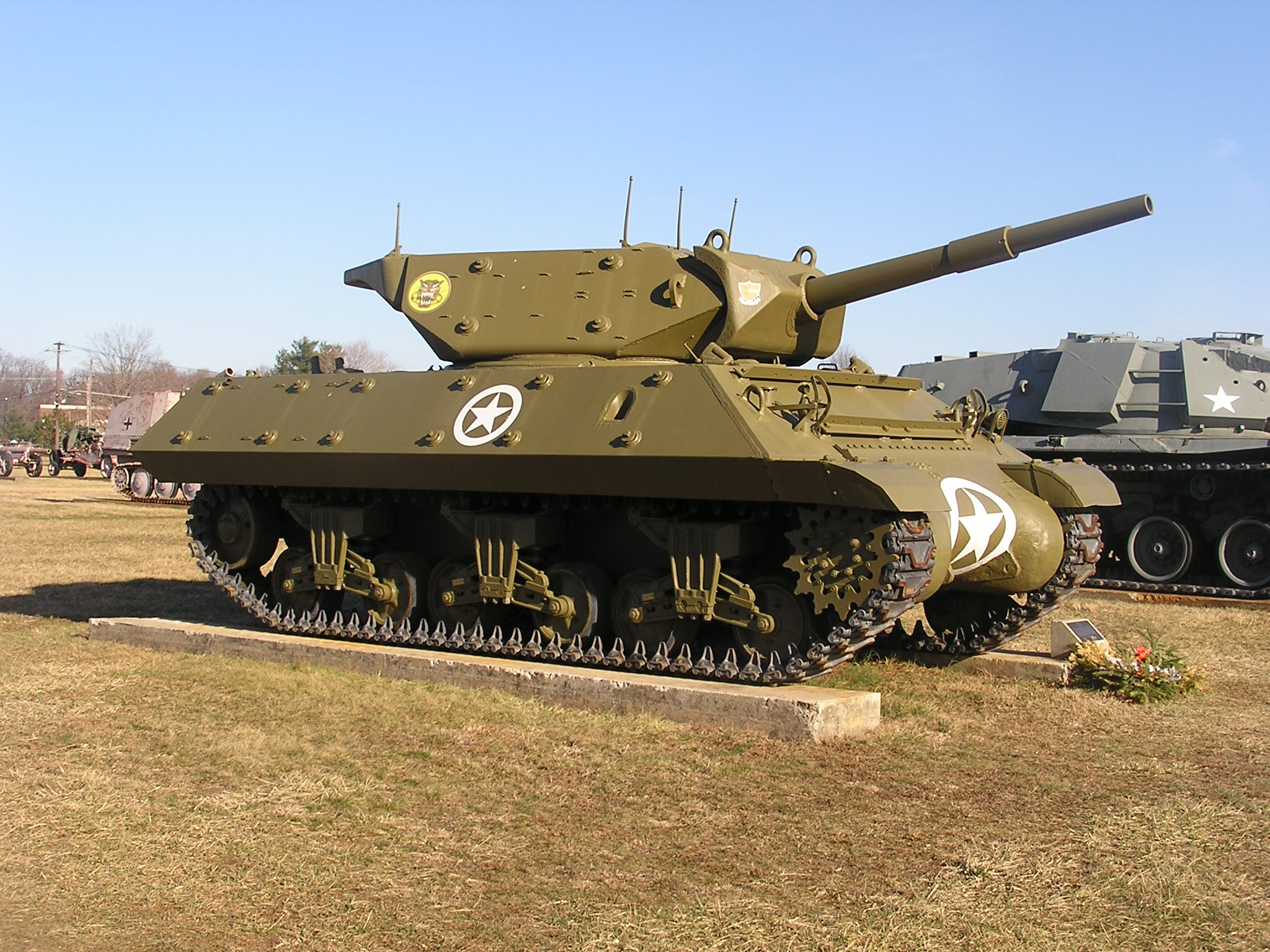
M10坦克歼击车

## 流行文化

### 電子遊戲
- 戰爭雷霆:作為英國陣營使用。
- 應徵入伍:作為盟軍陣營付費小隊解鎖。

## 关联条目
- M10狼獾
- 雪曼萤火虫：基于M4雪曼车身改装17磅炮的设计
- 长弓手驱逐战车：早期的17磅自行反坦克炮设计，特征在于无炮塔设计